# گوشچیچینو
گوشچیچینو (به لاتین: Gościcino) یک روستا در لهستان است که در گمینا ویخرووو واقع شده‌است. گوشچیچینو ۵٬۲۷۸ نفر جمعیت دارد.